# Droga wojewódzka 640
Die Droga wojewódzka 640 (DW 640) ist eine 24 Kilometer lange Droga wojewódzka (Woiwodschaftsstraße) in der polnischen Woiwodschaft Podlachien, die Siemiatycze mit Koterka und dem danach folgenden Grenzübergang nach Belarus verbindet. Die Strecke liegt im Powiat Siemiatycki.

## Streckenverlauf
Woiwodschaft Podlachien, Powiat Siemiatycki
-  Siemiatycze (DK 19, DK 62, DW 690, DW 693)
- Anusin
-  Kudelicze (DW 658)
- Moszczona Królewska
- Radziwiłłówka
- Adamowo-Zastawa
- Koterka
- Grenzübergang nach  Belarus